# The Holiday Shift
The Holiday Shift je americký romantický a komediální televizní seriál, který vytvořil Tommy Johnagin. V hlavních rolích hrají Varun Saranga, Jean-Luc Bilodeau, Devyn Nekoda, Nadine Bhabha, Brielle Robillard, Michael Delleva, Tom Butler, Daniel Bacon a Jon Dore. Všech pět epizod seriálu mělo premiéru 17. listopadu 2023 na The Roku Channel.

## O seriálu
Den po Díkůvzdání, třicet dní před Vánocemi, se rozehrává pět příběhů o lásce v jediném obchodním domě v Love. Sváteční atmosféra ve všech ještě umocňuje dobrou stránku, a tak si čtveřice přátel Sam, Ronnie, Summer a Deonte pracující v tomto obchoďáku spolu s novou kolegyní Marissou navzájem pomáhají najít svůj šťastný konec různých podob lásky. V domě navíc řádí tajemný dárce, který koná dobré skutky, hlavní správce Dave ho ale považuje za obyčejného zloděje.

## Obsazení
| Varun Saranga     | Sam                                                  |
| Jean-Luc Bilodeau | Ronnie, Samův kamarád a kolega                       |
| Devyn Nekoda      | Tess Harper, Samova nejlepší kamarádka a tajná láska |
| Nadine Bhabha     | Marissa, nová kolegyně Sama, Ronnieho a Briana       |
| Brielle Robillard | Summer, kamarádka Sama a Deonteho                    |
| Michael Delleva   | Deonte, Samův spolubydlící                           |
| Tom Butler        | Henry, pravá ruka Davea                              |
| Daniel Bacon      | Dave Everett, hlavný správce obchodního domu Love    |
| Jon Dore          | Brian, vedoucí Sama, Ronnieho a Marissy v City Denim |
| Kedar Brown       | vypravěč                                             |

## Seznam dílů
| Č. v seriálu | Původní název       | Režie    | Scénář         | Zveřejnění         |
| ------------ | ------------------- | -------- | -------------- | ------------------ |
| 1            | The One             | Paul Fox | Tommy Johnagin | 17. listopadu 2023 |
| 2            | Love at First Sight | Paul Fox | Tommy Johnagin | 17. listopadu 2023 |
| 3            | The Lean In         | Paul Fox | Tommy Johnagin | 17. listopadu 2023 |
| 4            | Long Distance       | Paul Fox | Tommy Johnagin | 17. listopadu 2023 |
| 5            | The Finale          | Paul Fox | Tommy Johnagin | 17. listopadu 2023 |